# Трансмембранные рецепторы
Трансмембранные рецепторы — мембранные белки, которые размещаются, и работают не только во внешней клеточной мембране, но и в мембранах компартментов и органелл клетки. Связывание с сигнальной молекулой (гормоном или медиатором) происходит с одной стороны от мембраны, а клеточный ответ формируется на другой стороне от мембраны. Таким образом, они играют уникальную и важную роль в межклеточных связях и передаче сигнала.
Многие трансмембранные рецепторы состоят из двух или нескольких субъединиц, которые действуют в совокупности и могут диссоциировать при связывании с лигандом или менять свою конформацию и переходить на следующую стадию цикла активации. Зачастую они классифицируются на основе их молекулярной структуры. Полипептидные цепи простейших из этих рецепторов пересекают липидный бислой лишь один раз, между тем как многие — семь раз (например, связанные с G-белками рецепторы).

## Строение

### Внеклеточный домен
Внеклеточный домен — это участок рецептора, который находится вне клетки или органоида. Если полипептидная цепь рецептора пересекает клетку несколько раз, то внешний домен может состоять из нескольких петель. Основная функция рецептора состоит в том, чтобы опознавать гормон (хотя некоторые рецепторы также способны реагировать на изменение мембранного потенциала), и во многих случаях гормон связывается именно с этим доменом.

### Трансмембранный домен
Некоторые рецепторы являются также и белковыми каналами. Трансмембранный домен в основном состоит из трансмембранных α-спиралей. В некоторых рецепторах, таких как никотиновый ацетилхолиновый рецептор, трансмембранный домен формирует мембранную пору или ионный канал. После активации внеклеточного домена (связывания с гормоном) канал может пропускать ионы. У других рецепторов после связывания гормона трансмембранный домен меняет свою конформацию, что оказывает внутриклеточное воздействие.

### Внутриклеточный домен
Внутриклеточный, или цитоплазматический, домен взаимодействует с внутренней частью клетки или органоида, ретранслируя полученный сигнал. Существуют два принципиально разных пути такого взаимодействия:
- Внутриклеточный домен связывается с эффекторными сигнальными белками, которые в свою очередь передают сигнал по сигнальной цепи к месту его назначения.
- В случае если рецептор связан с ферментом или сам обладает ферментативной активностью, внутриклеточный домен активирует фермент (или осуществляет ферментативную реакцию).

## Классификация
Большинство трансмембранных рецепторов относится к одному из трёх классов, выделяемых по основному механизму трансдукции сигнала. Классифицируют ионотропные и метаботропные трансмембранные рецепторы. Ионотропные рецепторы, или рецепторы, сопряжённые с ионными каналами, участвуют, например, в быстрой передаче синаптических сигналов между нейронами и другими клетками-мишенями, которые могут воспринимать электрические сигналы.
Метаботропные рецепторы передают химические сигналы. Они подразделяются на два больших класса: рецепторы, сопряжённые с G-белками, и рецепторы, сопряжённые с ферментами.
Рецепторы, сопряжённые с G-белками, также называются 7TM-рецепторами (seven-transmembrane domain receptors, рецепторы с семью трансмембранными доменами). Это трансмембранные белки с внешним сегментом для связывания лиганда, мембранным сегментом и цитозольным сегментом, связанным с G-белком. В них выделяют шесть классов на основании подобия структуры и функций рецепторов, классы A—F (или 1—6), которые, в свою очередь, подразделяются на множество семейств. К этому классу относятся рецепторы органов чувств и адренорецепторы.
Как и GPCR, рецепторы, сопряжённые с ферментами — это трансмембранные белки, у которых домен связывания с лигандом расположен снаружи мембраны. В отличие от GPCR, их цитозольный домен не сопряжён с G-белком, а сам обладает ферментативной активностью или связывает фермент напрямую. Обычно вместо семи сегментов, как у GPCR, такие рецепторы имеют только один трансмембранный сегмент. Эти рецепторы могут включать те же сигнальные пути, что и GPCR. К этому классу относится, например, инсулиновый рецептор.
Выделяют шесть основных классов рецепторов, сопряжённых с ферментами:
- Рецепторные тирозиновые киназы — могут непосредственно фосфорилировать тирозиновые остатки, как собственные, так и для небольшого набора внутриклеточных сигнальных белков.
- Рецепторы, сопряжённые с тирозинкиназами — сами по себе не является активными ферментами, но непосредственно связывают цитоплазматические тирозинкиназы для передачи сигнала.
- Рецепторные серин-треониновые киназы — могут непосредственно фосфорилировать сериновые или треониновые остатки, как собственные, так и для белков регуляции генов, с которыми они связываются.
- Рецепторы, связанные с гистидиновыми киназами — активируют двухстадийный сигнальный путь, в котором киназа фосфорилирует собственный гистидин и немедленно передаёт фосфат второму внутриклеточному сигнальному белку.
- Рецепторные гуанилатциклазы — прямо катализируют производство молекул цГМФ в цитозоле, которые действуют как небольшой внутриклеточный посредник по механизмам, во многом схожим с цАМФ.
- Рецептороподобные тирозинфосфатазы — удаляют фосфатные группы с тирозинов внутриклеточных сигнальных белков. Они называются рецептороподобными, потому что механизм их действия как рецепторов остается невыясненным.

## Регуляция
В клетке существует несколько путей регуляции активности трансмембранных рецепторов, наиболее важными способами являются фосфорилирование и интернализация рецепторов.